# Йоганн Гласнер
Йоганн Гласнер (нім. Johann Glasner; 29 листопада 1889, Ціллі — 14 червня 1939, Відень) — австро-угорський, австрійський і німецький офіцер, генерал-майор вермахту.

## Біографія
18 серпня 1909 року вступив у австро-угорську армію. Учасник Першої світової війни, після завершення якої продовжив службу в австрійській армії. 1 вересня 1926 року призначений в Президентське бюро Федерального міністерства оборони, з 1 жовтня 1936 року — директор бюро. Після аншлюсу 14 березня 1938 року автоматично перейшов у вермахт. З 1 квітня 1938 року — керівник Центрального управління ОКГ, яке керувало ліквідацією Федерального міністерства оборони. 10 листопада переданий в розпорядження командувача 5-ї армійської групи Вільгельма фон Ліста.  1 травня 1939 року — інспектор комплектування в Оппельні.

## Звання
- Лейтенант (18 серпня 1909)
- Обер-лейтенант (1 травня 1914)
- Гауптман (1 серпня 1916)
- Штабс-гауптман (8 липня 1923)
- Майор (1 травня 1924)
- Оберст-лейтенант (15 січня 1929)
- Оберст (17 серпня 1932)
- Генерал-майор (1 січня 1938)

## Нагороди
- Медаль «За військові заслуги» (Австро-Угорщина)
  - бронзова з мечами
  - 2 срібних з мечами
- Хрест «За військові заслуги» (Австро-Угорщина) 3-го класу з військовою відзнакою і мечами
- Орден Залізної Корони 3-го класу з військовою відзнакою і мечами
- Залізний хрест 2-го класу
- Військова медаль (Османська імперія)
- Пам'ятна військова медаль (Австрія) з мечами
- Орден Заслуг (Австрія), лицарський хрест 1-го класу
- Хрест «За вислугу років» (Австрія) 2-го класу для офіцерів (25 років)
- Почесний хрест ветерана війни з мечами